# Искандарова, Дилоро Мукаддасовна
Дилоро Мукаддасовна Искандарова (тадж. Дилоро Муқаддасовна Искандарова; род. 14 апреля 1960 года, Душанбе) — востоковед-филолог, доктор филологических наук (1997), профессор (2009).

## Биография
- 1977 — окончила ЛГУ им. А. А. Жданова.
- 1982—1983 — старший лаборант отделения языков Института востоковедения Академии наук Таджикской ССР.
- 1983—1985 — стажер-исследователь Института востоковедения Академии наук СССР.
- 1991—1993 — аспирант Института востоковедения Академии наук СССР.
- 1994 — защита в Институте востоковедения АН СССР кандидатской диссертации под руководством М.С.Андронова[1]
- 1993—1997 — ассистент, докторант Таджикского национального университета.
- 1997—2008 — доцент, профессор РТСУ.
- С 2009 заведующая кафедрой теоретического и прикладного языкознания РТСУ.

## Научная и творческая деятельность
Основные области научного исследования: сравнительно-историческое, сопоставительное и типологическое языкознание, прикладная лингвистика, лексикография, таджикский, русский, английский языки, язык телугу.
Автор 5 монографий, 4 словарей, хрестоматий, 20 учебных пособий, более 150 научных статей, опубликованных в Таджикистане, России, Германии, Турции, Индии.
Участник конференций и симпозиумов:
- Международная конференция «Проблемы политики и экономики общества на Ближнем Востоке и в Центральной Азии» (2004);
- Международный симпозиум «Вклад женщин в развитие современного мира и международного сотрудничества» (Душанбе, 2004);
- Международная конференция по проблемам изучения стран Центральной Евразии (Блумингтон, Индиана, США, 2003);
- ASN Convention (8-я ежегодная конвенция Ассоциации по изучению национальностей-2003);
- Language and Interaction (Санта-Барбара, Калифорния, США, 2003);
- «Проблема преподавания русского языка на постсоветском пространстве» (Душанбе, 2005).

## Основные публикации
- Краткий таджикско-русский и русско-таджикский учебный словарь (в соавторстве) — Душанбе, 2001;
- Лугати мухтасари мавзуии таълимии точики-руси (в соавторстве). — Душанбе, 2002;
- Краткий русско-таджикский тематический учебный словарь (в соавторстве). — Душанбе, 2002;
- Русско-таджикский словарь. — Душанбе, 2005;
- Хрестоматия по теоретическому и прикладному языкознанию. — Душанбе, 2005;
- Сравнительно-историческое языкознание: учебное пособие. Рабочая тетрадь. — Душанбе, 2009;
- Сравнительно-историческое языкознание: учебное пособие. Хрестоматия. — Душанбе, 2009;
- Классическая филология: учебное пособие. — Душанбе, 2009.